# Candelaria (Valle del Cauca)
Candelaria es un municipio colombiano ubicado en el departamento del Valle del Cauca.  Candelaria está a 19 km de Cali., colinda con el Área metropolitana del Sur Occidente de Colombia y posee varios corregimientos importantes como El Carmelo, Villagorgona, Cabuyal y Juanchito, además de la Central de Abastecimiento del Valle del Cauca.

## Reseña histórica
En sus orígenes fue un caserío levantado en predios de un resguardado de indios procedentes de Caloto y que el conquistador Belalcázar encontró en 1545, durante uno de sus viajes al norte, cerca del río Párraga.
Poco después el caserío fue habitado por familias caleñas propietarias de varios fundos en esa localidad, y su nombre fue puesto a raíz de una peregrinación hecha por los caleños el 2 de febrero de 1545, Día de la Virgen de la Candelaria, cuando fueron a traer madera para la Iglesia La Merced en Cali.
En 1824 se erigió como parroquia y en 1854 como distrito; en 1864 se convirtió en municipio del Cauca Grande, y en 1910 formó parte del Valle del Cauca.

## Ubicación geográfica
Su relieve es por completo llano, sobre el fértil valle del río Cauca. La totalidad de su territorio se encuentra en el piso térmico cálido y es bañado por los ríos Cauca, Desbaratado, Frayle y Párraga.
Limitada por el norte con Palmira; por el oriente con Pradera y Florida; por el sur con el departamento del Cauca y por el occidente con Cali.
El municipio de Candelaria está ubicado sobre la zona sur del Valle del Cauca dentro del área metropolitana de Cali a 3°24′43″ de latitud norte y 76°20′1″ de longitud oeste del meridiano de Greenwich.
Se encuentra a una altitud de 975 m s. n. m. (metros sobre el nivel del mar), y cuenta con un área de 285 km².

## Actividad productiva
En sus inmediaciones laboran grandes ingenios azucareros, lo mismo que pequeños trapiches dedicados a la fabricación de panela; es esta su principal fuente de recursos. Existe también vocación agrícola y ganadera, sobresaliendo los cultivos de maíz, soya, algodón, frijol, cacao, y plátano.
Cuenta con infraestructura de servicios de acueducto, energía eléctrica, alcantarillado, alumbrado público, telefonía fija y móvil, internet, bancos, seguridad social, un hospital que no tiene las mejores condiciones, balnearios y correo.

## Turismo
En Juanchito, que colinda con Cali, al otro lado del río Cauca, se encuentran numerosas discotecas dedicadas sobre todo al ritmo de la salsa. Los caleños aprovechan los horarios extendidos de rumba que ofrece Juanchito para amanecerse bebiendo y bailando, cosa que no se puede hacer en la "Sultana del Valle" por la llamada Ley Zanahoria. Naturalmente, el municipio de Candelaria se beneficia económicamente de esta industria del gozo.

## Comunicaciones
A 19 km de Cali permanece enlazado por carretera con Florida, Pradera, Palmira y Cali. También el río Cauca y el Desbaratado hacen posible la navegación en embarcaciones de mínimo calado.
Por este municipio pasa el tramo 4A de la ruta nacional 25 que conduce de Villarica a la ciudad de Palmira.
Dispone de ocho establecimientos de educación media, siete escuelas de enseñanza primaria en el perímetro urbano y veintidós rurales.
Pertenece a la diócesis y al circuito de registro de Palmira, al distrito judicial de Cali, es cabecera notarial y hace parte de la circunscripción electoral de Valle del Cauca.

## División Político-Administrativa
Además de su cabecera municipal, Candelaria tiene bajo su jurisdicción los siguientes centros poblados:
Principales centros poblados:
- El Cabuyal.
- El Carmelo.
- El Tiple.
- Poblado Campestre.
- Villagorgona.

Otros centros poblados:
- Brisas del Fraile
- Buchitolo
- Cantalomota
- Caucaseco
- Domingo Largo
- El Arenal
- El Gualí
- El Lauro
- El Otoño
- El Silencio
- Juanchito
- La Albania
- La Gloria
- La Regina
- Madre Vieja
- Patio Bonito
- San Andresito
- San Joaquín
- Tres Tusas

## Fiestas y ferias
- Festival de música de cuerda Pedro Ramírez.
- Fiesta de Nuestra Señora de La Candelaria en febrero.
- Festival Afro (cultura)

## Emblemas de Candelaria

### Escudo
El escudo de Candelaria se adoptó según acuerdo n.º 034 del 29 de noviembre de 1991.
Cantón Superior Izquierdo, sobre azul, la Agroindustria.
Cantón Superior Diestro, en franjas sinople y morado, irrumpen los ricos corregimientos iluminados por el sol naciente.
Cantón Inferior Izquierdo, en siena, la tierra arada.
Cantón Diestro, la cabecera con el río que taja el cantón y se apoya en franja sinople, signo de fertilidad y esperanza.
El Escudo está bordeado por la Bandera del Municipio en oro y sinople y coronado por una cinta que dice: 1545 – Candelaria – 1864.

### Bandera
La bandera de Candelaria se adoptó mediante el Decreto 034 del 12 de junio de 1954, el color amarillo y el color verde simbolizan la agricultura y riqueza de esta tierra.

### Himno a Candelaria
| Autor de Letra: Isaías Gamboa Holguín Autor de Música: Libardo Mora Ramos Decreto 032 del 1 de febrero de 1995. Coro Porque sos del Valle un pueblo acogedor ¡Gloria a ti sublime! Remanso de paz. Con el alma dulce, tierra de labor de gente humilde, sencilla y pertinaz. |  | I A mi Candelaria la próspera tierra y al pueblo hacedor de historia singular; van estas líneas que irradian amor con notas que emanan desde el corazón. II Fuiste testiga de enorme mestizaje llegado un tiempo de historia colonial. Etnia cristiana de amor y de coraje; hija que aprende, que lega y que es genial. |  | III Sobre el viejo verde, el de caña madura, nada cortara tu estilo y tradición. Eres una fuente plena y natural, paisaje de ensueño, regalo de Dios. IV Cuna de artistas, poetas y pintores, músicos nobles, de místico placer de mis sentires excelsos difusores, hombres de numen nos dan a conocer. |  |  |

## Vistas del municipio
|                                                                |
| Parroquia nuestra señora de la Candelaria, en épocas navideñas |

|                       |
| Crucero de Candelaria |

|                            |
| Calle del parque principal |

## Servicios públicos
- Energía Eléctrica: Celsia, es la empresa prestadora del servicio de energía eléctrica.[4]
- Gas Natural: Gases de Occidente es la empresa distribuidora y comercializadora de gas natural en el municipio.